# 94-й меридіан східної довготи
94-й меридіан східної довготи — лінія довготи, що лежить на 94 градуси східніше Гринвіцького меридіана. Вона проходить від Північного полюса через Північний Льодовитий океан, Азію, Індійський океан, Південний океан та Антарктиду до Південного полюса.
94-й меридіан східної довготи формує велике коло разом із 86-тим меридіаном західної довготи.

## Список географічних об'єктів, що перетинає 94° сх. д.
Починаючи на Північному полюсі та рухаючись до Південного полюса, 94-й меридіан східної довготи проходить через:
| Координати                                                 | Країна, територія або море | Примітки |
| ---------------------------------------------------------- | -------------------------- | --- |
| 90°0′ пн. ш. 94°0′ сх. д. / 90.000° пн. ш. 94.000° сх. д.  | Північний Льодовитий океан | |
| 81°2′ пн. ш. 94°0′ сх. д. / 81.033° пн. ш. 94.000° сх. д.  | Росія                      | Північна Земля — проходить через острови Комсомолець та Жовтневої Революції                                                       |
| 79°26′ пн. ш. 94°0′ сх. д. / 79.433° пн. ш. 94.000° сх. д. | Карське море               | Проходить східніше островів Вороніна, Росія                                                                                       |
| 76°36′ пн. ш. 94°0′ сх. д. / 76.600° пн. ш. 94.000° сх. д. | Росія                      | Проходить через архіпелаг Норденшельда[ru]                                                                                        |
| 76°34′ пн. ш. 94°0′ сх. д. / 76.567° пн. ш. 94.000° сх. д. | Карське море               | |
| 76°7′ пн. ш. 94°0′ сх. д. / 76.117° пн. ш. 94.000° сх. д.  | Росія                      | |
| 50°35′ пн. ш. 94°0′ сх. д. / 50.583° пн. ш. 94.000° сх. д. | Монголія                   | |
| 44°45′ пн. ш. 94°0′ сх. д. / 44.750° пн. ш. 94.000° сх. д. | КНР                        | Сіньцзян Ганьсу Цинхай Тибет |
| 28°50′ пн. ш. 94°0′ сх. д. / 28.833° пн. ш. 94.000° сх. д. | Індія                      | Аруначал-Прадеш Ассам Нагаленд Маніпур                                                                                            |
| 23°55′ пн. ш. 94°0′ сх. д. / 23.917° пн. ш. 94.000° сх. д. | М'янма                     | |
| 18°44′ пн. ш. 94°0′ сх. д. / 18.733° пн. ш. 94.000° сх. д. | Індійський океан           | Проходить східніше острова Баррен[en], Андаманські острови, Індія Проходить східніше острова Великий Нікобар, Андаманські острови |
| 60°0′ пд. ш. 94°0′ сх. д. / 60.000° пд. ш. 94.000° сх. д.  | Південний океан            | |
| 66°31′ пд. ш. 94°0′ сх. д. / 66.517° пд. ш. 94.000° сх. д. | Антарктида                 | Проходить через Австралійську антарктичну територію (претендує Австралія)                                                         |